# Diplomacia pública da Ucrânia

Bandeira ucraniana

A diplomacia pública da Ucrânia é um instrumento da política externa da Ucrânia que visa promover uma imagem atraente do Estado no exterior, através da comunicação ao nível do público de outros Estados. Inclui o uso de diplomacia cultural, mídia social, cooperação com organizações não governamentais e a diáspora ucraniana, a criação e promoção de uma marca estatal, entre outros. O ímpeto para a intensificação da diplomacia pública ucraniana foi a neutralização da intervenção militar da Rússia na Ucrânia e a guerra de informação, a busca da Ucrânia por apoio estrangeiro e o processo de integração europeia e euro-atlântica da Ucrânia.

## Assuntos da diplomacia pública da Ucrânia
A principal instituição para o desenvolvimento e implementação da diplomacia pública na Ucrânia é o Departamento de Diplomacia Pública do Ministério dos Negócios Estrangeiros da Ucrânia, criado em 2015. As principais tarefas do escritório são as seguintes:
- o desenvolvimento de relações públicas, associações públicas e mídia entre os outros países e a Ucrânia;
- a implementação de projectos de imagem, cultura e informação da Ucrânia no exterior;
- a coordenação de acções de outros órgãos executivos nessas áreas.[1]

O Departamento de Diplomacia Pública consiste nos seguintes departamentos: Departamento de Diplomacia Cultural, Departamento de Projectos de Imagem e Departamento de Relações com a Mídia. O departamento tem sua página oficial no Facebook.
Um papel importante na promoção da componente cultural da diplomacia pública da Ucrânia é desempenhado pelo Instituto Ucraniano em conjunto com as instituições especiais do Ministério da Cultura da Ucrânia: a Fundação Cultural da Ucrânia e o Instituto do Livro da Ucrânia, que promovem a cultura ucraniana e a sua integração no espaço cultural mundial. Um exemplo de sucesso do uso da diplomacia cultural é o Ano da Cultura Áustria-Ucrânia 2019, no qual uma série de eventos foram organizados e realizados em ambos os países em muitas áreas da cultura e da arte.
Desde 2006, 31 centros culturais e de informação operam em missões diplomáticas estrangeiras da Ucrânia, divulgando informações sobre a Ucrânia no país anfitrião.
Expatriados ucranianos (comunidades da diáspora ucraniana e activistas da nova onda de apoio voluntário aos eventos relacionados à Revolução Ucraniana de 2014 e às acções militares no leste da Ucrânia) são um poderoso activo de promoção cultural ucraniana. Em 2013–2015, a “última onda” da diáspora ucraniana no exterior fundou cerca de 50 movimentos voluntários.
A diáspora ucraniana também estabeleceu a Rede Global da Ucrânia, que visa reunir os recursos criativos, intelectuais e financeiros de ucranianos de todo o mundo para apoiar o esforço de criar um espaço ucraniano extraterritorial onde as principais organizações ucranianas, líderes independentes e especialistas possam promover os interesses da Ucrânia.